# Vorderer Seekopf
Der Vordere Seekopf ist ein 3280 m ü. A. hoher Berggipfel des Eichhamstocks in der Venedigergruppe in Osttirol (Österreich). Er liegt an der Grenze zwischen den Gemeinden Matrei in Osttirol und Prägraten am Großvenediger. Benachbarte Gipfel sind die Weißspitze im Nordwesten und der Hintere Seekopf im Osten. Die Erstbesteigung erfolgte am 28. Juli 1905 durch I. Heckenbleickner und E. Franzelin.

## Lage
Der Vordere Seekopf liegt im Norden des Eichhamstocks im Bereich der Kernzone des Nationalparks Hohe Tauern. Südöstlich befindet sich der Talkessel des Eissees mit der Eisseehütte und dem Timmeltal, im Nordosten das Löbbental mit der Badener Hütte und im Osten das Frosnitztal. Mit der nur unwesentlich höheren, nordwestlich gelegenen Weißspitze 3300 m ü. A. ist der Vordere Seekopf durch den Nordwestgrat verbunden, mit dem Hinteren Seekopf durch den Südostgrat. Darüber hinaus bestehen keine Berggrate. Zwischen Weißspitze, den Seeköpfen und den Hexenköpfen erstreckt sich das Garaneberkees, im Norden befindet sich das mächtige Frosnitzkees.

## Aufstiegsmöglichkeiten
Der vordere Seekopf ist ein alpin untergeordneter Berg, dient jedoch auch als Winterziel. Der Normalweg auf den Vorderen Seekopf erfolgt über den Hinteren Seekopf. Dieser wird von der Eisseehütte über den Eissee erstiegen, wobei der Anstieg danach weglos nach Osten über Steinhalden in Richtung der Seekopfscharte führt. Vor Beginn des Garaneberkees erfolgt der Aufstieg linkshaltend in direkter Linie bis zum Gipfel des Niederen Seekopfs. Danach kann der Vordere Seekopf über den fast ebenen, rund 500 Meter langen, Verbindungsgrat erstiegen werden.
Alternativ kann der Seekopf analog zur Erstbesteigung auch vom Wallhorntörl begangen werden, wobei hier das Garaneberkees begangen wird und der firnige Steilhang oder der Nordwestgrat zwischen Weißspitze und Seekopf benützt wird (Schwierigkeit I nach UIAA). Zudem kann die Ersteigung über den Nordostanstieg erfolgen, der erstmals am 25. Juli 1925 von F. Malcher, W. Natmeßnig und W. Mischitz genutzt werden. Hier erfolgt der Aufstieg von der Badener Hütte über das Frosnitzkees. Nördlich der Gipfelfalllinie verläuft eine Finnrinne, die recht von einer Gratrippe begleitet wird, über die der Aufstieg erfolgt. (Schwierigkeit III- nach UIAA).